# Ryukendo
Madan Senki Ryukendo (魔弾戦記リュウケンドー, Madan Senki Ryūkendō) es una serie de tokusatsu japonesa transmitida desde el 8 de enero hasta el 31 de diciembre de 2006.

## Argumento
Akebono era una ciudad pacífica y sin preocupaciones, hasta que un día llegaron desde tierras muy lejanas monstruos humanoides con un ojo gigante en el centro de la cara. Akebono y su gente no se preocuparon por ellos, ya que nunca fueron agresivos con ninguno de los pobladores de aquella ciudad, conviviendo así por muchos años. Esta calma terminó el día en el que un monstruo quiso deshacerse de los humanos y que los de su especie dominasen la tierra, pero para cumplir ese objetivo tenía que convencer a los demás para que se uniesen a su causa. Él sabía que no iba a pasar, así que utilizó magia antigua de los monstruos para convertir seres pacíficos y nobles en mercenarios sin corazón, convirtiéndose en un monstruo muy poderoso. Finalmente, tres guerreros llegaron para rescatar a su pueblo de la tiranía del Doctor Worm y su amo, el monstruo que inició todo. Los tres guerreros no tenían otra opción que sacrificar sus cuerpos y unir sus espíritus con sus armas de combate y así encerrar a este monstruo por muchos años. Cuando ya había transcurrido ese tiempo, encontraron a Geikyryuken, el líder de los tres guerreros, dentro de unas ruinas. Él pensaba que aún conservaba su cuerpo humano, pero al fusionarse con su espada, se convirtieron en un solo ser.
Un joven, llamado Kenji Narukami, llegó al pueblo de Akebono para ser policía, tal como su padre. Al llegar se dio cuenta de dos cosas: la primera, que la policía en Akebono es un desastre histórico, y la segunda, que los monstruos aún seguían con vida. La gente se encontraba angustiada por la amenaza del ejército demoníaco de Jamanga, el cual reúne la energía negativa de la gente asustada para un propósito siniestro. La organización secreta SHOT se formó para proteger a las personas de la comunidad de Jamanga, ocultando su existencia como miembros ordinarios de la Estación de Policía de Akebono, que no considera a los demonios dentro de su jurisdicción. Kenji Narukami, un estudiante del estilo Narukam, Dios Dragón (鸣 神龙 神 流 Narukami Ryūjinryū) contra guerreros demonios, llega a la ciudad de Akebono para derrotar a estos demonios; tras convertirse en Ryukendo, lo consigue, y se enfrenta a las fuerzas de Jamanga junto con sus amigos para restablecer la paz en la comunidad.

## Guerreros Madan

### Guerrero Espadachín Ryukendo/Dios Ryukendo/Ryukendo Supremo
- Kenji Narukami: (鸣神剣 Narukami Kenji?) / Madan Swordsman Ryukendo (魔弾剣士 Madan Kenshi Ryukendo?) es un joven que se trasladó a Akebono y fue confundido con un demonio. Al llegar se encontró con una cucaracha, tuvo que luchar con un monstruo, siendo elegido por GekiRyuKen para convertirse en Ryukendo. Desde entonces trabaja en SHOT salvando el día. Conoce muy bien la técnica de la Ryuujinryu Narukami. Al insertar la llave Ryuken en GekiRyuKen, Kenji se puede sincronizar con GekiRyuKen para transformarse en Ryukendo. Su transformación es llamada «GekiRyu Transform!» (撃龙変 Gekiryū Henshin?). Brave Lion (ブレイブレオン, Bureibu Reon?) es el espíritu JuuOh de Ryukendo que puede convertirse en una motocicleta de tres ruedas. Su ataque final es Madan Slash (魔弾 Madan Giri?), activado por la llave final. Cuando GekiRyuKen absorbe el poder combinado de Ryuguno, Ryujino y el Fantasma Verde (Rey de los Monstruos) se transforma en Dios GekiRyuKen. Mediante la transformación de esta nueva arma, Ryukendo obtiene una forma avanzada llamada Madan Swordsman Dios Ryukendo (魔弾剣士 Madan Kenshi Goddo Ryukendo?), que es más fuerte que todas las otras transformaciones. Sus llaves Madan también se actualizan, así como su JuuOh, que evoluciona hasta convertirse en God Lion (ゴッド Goddo Reon?). Su ataque final es RyuuOu Madan Slash (龍王魔弾 Ryuo Madan Giri?).

#### Formas Guerrero Espadachín Ryukendo
- Ryukendo Fuego(ファイヤーリュウケンドー, Faiyā Ryukendo?): es la primera forma de Ryukendo, activado por la llave de fuego. En esta forma, Ryukendo puede llamar a su JuuOh Fire Kong (ファイヤーコング, Faiyā Kongu?), que puede convertirse en cañón. Ryukendo Fuego utiliza una variedad de ataques basados en este elemento. Su ataque final es Burning Slash (火炎 斬り, Kaen Giri?). Cuando Ryukendo se convierte en Dios, su llave de fuego se actualiza a la Burning Key, dando como resultado la transformación de su Fire Ryukendo en el Burning Ryukendo (バーニングリュウケンドー, Bāningu Ryukendo?), y convertir a Fire Kong (バーニングコング, Bāningu Kongu?) en Burning Kong. Su ataque final es Exploding Burning Slash (爆炎 斬り, Bakuen Giri?).

- Ryukendo Agua (アクアリュウケンドー, Akua Ryukendo?): es la segunda forma de Ryukendo, activado por la llave de agua. Aqua Shark (アクアシャーク, Akua Shaku?) es el JuuOh de Ryukendo en esta fase, que puede convertirse en una tabla de surf, y Ryukendo se vuelve capaz de andar sobre el agua y el hielo. Su ataque final es el Freezing Slash (氷結 斬り, Hyōketsu Giri?). Cuando Dios Ryukendo utiliza la llave Blizzard, la forma actualizada de la llave Aqua se convierte en Blizzard Ryukendo (ブリザードリュウケンドー, Burizādo Ryukendo?). De esta forma, su JuuOh es Blizzard Shark (ブリザードシャーク, Burizādo Shaku?) y su ataque final es la Exploding Freezing Slash (爆氷 斬り, Bakuhyō Giri?).

- Ryukendo Rayo: es la tercera forma de Ryukendo, activado por la llave de rayo. Thunder Eagle es el JuuOh de Ryukendo en esta fase, que puede convertirse en unas alas, y Ryukendo se vuelve capaz de volar por los aires. Su ataque final es el Thunder Slash. Cuando Dios Ryukendo utiliza la llave luz, la forma actualizada de la llave rayo se convierte en Ryukendo Luz. De esta forma, su JuuOh es Lightining Eagle y su ataque final es el Relámpago Explosivo.

#### Formas Dios Ryukendo
- Dios Ryukendo (Ryukendo Evolucionado)
- Burning Ryukendo (Ryukendo Fuego Evolucionado)
- Blizzard Ryukendo (Ryukendo Aqua Evolucionado)
- Ryukendo Luz (Ryukendo Rayo Evolucionado)
- Dios Ryukendo en Motocicleta (con Dios León)
- Burning Ryukendo Cañón (con Burning Kong)
- Blizzard Ryukendo Jet (con Blizzard Shark)
- Ryukendo Luz Aéreo (con Lightning Eagle)
- JuuOh, su principal amigo JuuOh (Brave Lion)
- Fire Kong (Burning Kong)
- Aqua Sahark (Blizzard Shark)
- Thunder Eagle (Lightining Eagle)

#### Ryukendo Supremo
- Ryukendo Supremo
- Ryukendo Supremo en Motocicleta (con Dragón Supremo)

### Arma Guerrero Ryuguno/Magna Ryuguno/Ryuguno Supremo
Juushirou Fudou: Juushirou Fudou (不动铳 Fudo Jūshirō?) / Madan Gunman Ryuguno (魔弾銃士リュウガン Madan JUSHI Ryūgan'ō?) hizo su entrada antes que Ryukendo enviando un ejército de Tsukaima a una rápida derrota. No le gusta cuando la gente lo llama «Don», un apodo que Kenji comenzó a usar a pesar de que Fudou solamente tiene tan solo 25 años de edad. Eventualmente se reveló que Fudou y Kenji son una combinación unidos por el destino. Al insertar la llave Ryugon en Goryugon, Juushirou se puede sincronizar con Goryugon para transformarse en Ryuguno. Su transformación se llama «Goryu transform». Buster Wolf es el espíritu JuuOh de Ryuguno, que puede convertirse en una motocicleta de tres ruedas. Su ataque final es el Cañón Dragón, activado por la llave final. Cuando Broody destruye a Goryugon, su núcleo lo hace más poderoso y ahora son dos armas Goryugon y la Madan Gun. Mediante la transformación de esta nueva arma, Ryuguno obtiene una forma avanzada llamada Magna Ryuguno, que es 10 000 veces más fuerte que Ryuguno. Sus llaves madan se actualizan, así como su JuuOh, que evoluciona hasta convertirse en Magna Wolf. Su ataque final es el Cañón Dragón Magna y el Cañón Dragón Magna Wolf.

#### Formas Ryuguno
- Ryuguno
- Ryuguno en Motocicleta (con Buster Wolf)
- Magna Ryuguno
- Magna Ryuguno en Motocicleta (con Magna Wolf)
- Ryuguno Supremo (Solo en episodio 50)

### Cazador Guerrero Ryujino/Ryujino Supremo
Koichi Shiranami: (白波钢 Shiranami Koichi?) / Madan Fighter Ryujino (魔弾闘士 Madan Toshi Ryūjin'ō?, 14-52) no es un miembro de SHOT, sino un vagabundo misterioso armado con el ZanRyuJin. Él no está del lado de Jamanga, como bien lo demostró en su batalla de alto octanaje de entrada contra Lady Gold. Termina trabajando con Kenji y Fudou. Koichi ha vivido en Inglaterra desde que era un niño, y el Comandante Amachi de SHOT quería que sus padres trabajaran en los trajes de Madan Ryukendo y Ryuguno. Koichi perdió a sus padres en la explosión, pero conservó un colgante que le pertenecía a su madre. Se robó el núcleo Ryu Madan para darse a sí mismo el poder de un guerrero Madan y vengar a sus padres, jurando una venganza de SHOT hasta que se enteró de que fue Baron Bloody quien causó la muerte de sus padres. Cuando se inserta la llave Ryujin en ZanRyuJin, el arma se sincroniza con el núcleo Ryu Madan, y se transforma en Ryujino. Su transformación es llamada «ZanRyu Transform!» (斩龙変 Zanryū Henshin?). Cuando Beyond Dark revivió espíritus de los muertos, Koichi le dio a su madre una flor de salud que trajo de Kaori, y se dio cuenta de que necesita luchar por él mismo, no por venganza. Ryujino puede convertir ZanRyuJin de un halbred en un arco con el uso de la clave de Tiro con Arco. Su remate, activado por la llave final, es RanGeki (乱撃) en el modo de Axe y Ranbu (乱舞) en el modo de tiro con arco. Su JuuOh es Delta Shadow Deruta Shadō?, que puede combinarse con RyuJinOh para darle el poder de volar. Más tarde, Delta Shadow gana la capacidad de convertirse en una motocicleta. En el episodio 50, con algunos poderes de Kenji, Koichi se transforma en Ultimate Ryujino Arutimetto Ryūjin'ō?), una versión de sí mismo blindada de oro. Su JuuOh en esta forma es el último de la sombra Arutimetto Shadō?. En las secuelas de la serie, donde ZanRyuJin ya no está, Koichi consigue un trabajo: ser el repartidor de Kaori, llegando a la escena en el momento en el que sus compañeros detienen al Dr. Mad. 

#### Formas Ryujino
- Ryujino
- Ryujino Aéreo (con Delta Shadow)
- Ryujino en motocicleta (con Delta Shadow)
- Ryujino Supremo (Sólo en episodio 50)

## Doblaje al español
Hispanoamérica (Colombia). Provideo S.A.
- Kenji Narukami/Madan Swordsman Ryukendo: Wolfang Galindo
- Juushirou Fudou/Madan Gunman Ryugunou: Harold Leal
- Koichi Shiranami/Madan Fighter Ryujinou: Giovanni Cruz
- Yuuya Amachi: Gonzalo Eduardo Rojas
- Rin Sakyou: Renata Vargas
- Kichi Setoyama: Alexander Páez
- Kaori Nose: Klaudia-Kotte
- Komachi Kurihara: Nancy Cortés
- Dr. Worm: Mario Gutiérrez Marín
- Lady Gold: Diana Maritza Beltrán
- Jack Moon: Oscar Fernando Gómez
- Varon Bloody: Rafael Ignacio Gómez
- Ichiko Nakazaki: Dilma Gómez
- Ritsuko Takakura: Shirley Marulanda
- Keiko: Ana Rocío Bermúdez
- GekiRyuKen: Leonardo Salas
- GouRyuGun: Sebastian Saldarriaga
- ZanRyuJin: Julio Cesar Mora

Dirección: Rafael Ignacio Gómez
Grabación: Ricardo A. Moreno
Mezcla: Andres Ocampo
Estudio: Provideo Colombia
- Datos: Q1377015